# 中田武雄 (政治家)
中田 武雄（なかだ たけお、1918年（大正7年）4月26日 - 2007年（平成19年）8月19日）は、日本の政治家。いわき市長。

## 略歴
福島県いわき市生まれ。1934年（昭和9年）江名町立実業公民学校を卒業。
1954年（昭和29年）江名町教育委員に就任。1957年（昭和32年）磐城市議会議員に当選。1967年（昭和42年）自由民主党公認で福島県議会議員に選出され5期在任し、1981年（昭和56年）同議長を務めた。
1986年（昭和61年）に現職の田畑金光を破っていわき市長となる。1990年（平成2年）に再選を目指したが、公示直前に病に倒れ、出馬を断念した。2007年（平成19年）8月19日死去。